# Ruta de l'àcid shikímic
La ruta de l'àcid shikímic o via del shikimat, és una ruta metabòlica de set passos usada per bacteris, fongs, algues, paràsits i plantes per la biosíntesi d'aminoàcids aromàtics (fenilalanina, tirosina, i triptòfan). Aquesta ruta metabòlica no es presenta en animals i per tant, els aminoàcids essencials en els animals s'han d'obtenir de la dieta.
Aquesta via no es troba en animals i humans. Els animals i els humans necessiten aquests aminoàcids. D'aquí que els productes d'aquesta via representin aminoàcids essencials. S'han d'obtenir a partir d'organismes que no són animals; o bé, d'animals que la dieta inclou organismes inferiors que tinguin la via shikimat i puguin fer aquests aminoàcids.
Els set enzims implicats en la ruta del shikimat són la DAHP sintasa, la sintasa de 3-deshidroquinata, deshidratasa 3-deshidroquinato, siquimato deshidrogenasa, siquimato cinasa, EPSP sintasa i corismato sintasa. La via s'inicia amb dos substrats, piruvat de fosfenol i eritrosi-4-fosfat i acaba amb corismat, un substrat dels tres aminoàcids aromàtics. El cinquè enzim involucrat és el shikimat kinase, un enzim que catalitza la fosforilació dependent de ATP del shikimat per formar 3-fosfat shikimat (mostrat a la figura següent). El 3-fosfat shikimat s'acobla amb piruvat de fosfenol per donar 5-enolpyruvylshikimat-3-fosfat mitjançant l'enzim 5-enolpyruvylshikimat-3-fosfat (EPSP) sintasa .
A continuació, el 5-enolpyruvylshikimat-3-fosfat es transforma en corismat mitjançant un chorismate sintasa .
L'àcid prefènic es sintetitza a continuació mitjançant una reordenació de clorisat de Claisen per mutasa corismàtica.
El prefenat es descarboxila oxidativament amb la retenció del grup hidroxil per donar <i id="mwRA">p-</i> hidroxifenilpruvat, que es transamina amb glutamat com a font de nitrogen per donar tirosina i α-cetoglutarat .